# Cho Byung-kuk
Đây là một tên người Triều Tiên, họ là Cho.
Cho Byung-Kuk (tiếng Hàn: 조병국; sinh ngày 1 tháng 7 năm 1981) là một cầu thủ bóng đá Hàn Quốc thi đấu cho Gyeongnam FC.

## Sự nghiệp
Cho bắt đầu sự nghiệp bóng đá năm 2002 với câu lạc bộ tại K-League Suwon Samsung Bluewings. Anh chuyển đến Chunnam Dragons cuối mùa giải 2004 trong hợp đồng hoán đổi khi Kim Nam-Il chuyển đến Suwon. Vào tháng 8 năm 2005, anh gia nhập Seongnam Ilhwa Chunma.
Anh là thành viên của đội tuyển bóng đá Hàn Quốc ở Thế vận hội Mùa hè 2004.
Vào ngày 10 tháng 1 năm 2014, Cho chuyển đến đội bóng tại Giải bóng đá ngoại hạng Trung Quốc Shanghai Greenland Shenhua và trở thành cầu thủ Hàn Quốc đầu tiên trong lịch sử của câu lạc bộ Trung Quốc này.

## Thống kê câu lạc bộ
Tính đến 31/12/2013
| Thành tích câu lạc bộ | Thành tích câu lạc bộ   | Thành tích câu lạc bộ              | Giải vô địch | Giải vô địch | Cúp                   | Cúp                   | Cúp Liên đoàn | Cúp Liên đoàn | Châu lục | Châu lục  | Tổng cộng | Tổng cộng |
| Mùa giải              | Câu lạc bộ              | Giải vô địch                       | Số trận      | Bàn thắng    | Số trận               | Bàn thắng             | Số trận       | Bàn thắng     | Số trận  | Bàn thắng | Số trận   | Bàn thắng |
| Hàn Quốc              | Hàn Quốc                | Hàn Quốc                           | Giải vô địch | Giải vô địch | Cúp FA                | Cúp FA                | Cúp Liên đoàn | Cúp Liên đoàn | Châu Á   | Châu Á    | Tổng cộng | Tổng cộng |
| --------------------- | ----------------------- | ---------------------------------- | ------------ | ------------ | --------------------- | --------------------- | ------------- | ------------- | -------- | --------- | --------- | --------- |
| 2002                  | Suwon Samsung Bluewings | K League 1                         | 18           | 2            |                       |                       | 5             | 1             |          |           |           |           |
| 2003                  | Suwon Samsung Bluewings | K League 1                         | 29           | 0            | 0                     | 0                     | -             | -             | -        | -         | 29        | 0         |
| 2004                  | Suwon Samsung Bluewings | K League 1                         | 14           | 1            | 0                     | 0                     | 0             | 0             | -        | -         | 14        | 1         |
| 2005                  | Jeonnam Dragons         | K League 1                         | 0            | 0            | 0                     | 0                     | 0             | 0             |          |           | 0         | 0         |
| 2005                  | Seongnam Ilhwa Chunma   | K League 1                         | 12           | 0            | 1                     | 0                     | 0             | 0             | -        | -         | 13        | 0         |
| 2006                  | Seongnam Ilhwa Chunma   | K League 1                         | 28           | 0            | 1                     | 0                     | 12            | 0             | -        | -         | 41        | 0         |
| 2007                  | Seongnam Ilhwa Chunma   | K League 1                         | 25           | 0            | 0                     | 0                     | 1             | 1             | 9        | 2         | 35        | 3         |
| 2008                  | Seongnam Ilhwa Chunma   | K League 1                         | 18           | 0            | 1                     | 0                     | 7             | 0             | -        | -         | 26        | 0         |
| 2009                  | Seongnam Ilhwa Chunma   | K League 1                         | 19           | 2            | 3                     | 0                     | 7             | 0             | -        | -         | 29        | 2         |
| 2010                  | Seongnam Ilhwa Chunma   | K League 1                         | 26           | 0            | 2                     | 0                     | 4             | 0             | 11       | 1         | 43        | 1         |
| Nhật Bản              | Nhật Bản                | Nhật Bản                           | Giải vô địch | Giải vô địch | Cúp Hoàng đế Nhật Bản | Cúp Hoàng đế Nhật Bản | J.League Cup  | J.League Cup  | Châu Á   | Châu Á    | Tổng cộng | Tổng cộng |
| 2011                  | Vegalta Sendai          | J1 League                          | 28           | 0            | 1                     | 0                     | 4             | 0             | -        | -         | 33        | 0         |
| 2012                  | Júbilo Iwata            | J1 League                          | 23           | 6            | 0                     | 0                     | 0             | 0             | -        | -         | 23        | 6         |
| 2013                  | Júbilo Iwata            | J1 League                          | 21           | 1            | 0                     | 0                     | 3             | 0             | -        | -         | 24        | 1         |
| Trung Quốc            | Trung Quốc              | Trung Quốc                         | Giải vô địch | Giải vô địch | Cúp FA                | Cúp FA                | CSL Cup       | CSL Cup       | Châu Á   | Châu Á    | Tổng cộng | Tổng cộng |
| 2014                  | Shanghai Shenhua        | Giải bóng đá ngoại hạng Trung Quốc | 28           | 0            | 2                     | 0                     | -             | -             | -        | -         | 30        | 0         |
| Quốc gia              | Hàn Quốc                | Hàn Quốc                           | 189          | 5            | 8                     | 0                     | 36            | 2             | 20       | 3         | 253       | 10        |
| Quốc gia              | Nhật Bản                | Nhật Bản                           | 72           | 7            | 1                     | 0                     | 7             | 0             | 0        | 0         | 80        | 7         |
| Quốc gia              | Trung Quốc              | Trung Quốc                         | 28           | 0            | 2                     | 0                     | 0             | 0             | 0        | 0         | 30        | 0         |
| Tổng                  | Tổng                    | Tổng                               | 289          | 12           | 11                    | 0                     | 43            | 2             | 20       | 3         | 363       | 17        |

## Bàn thắng quốc tế
Kết quả liệt kê bàn thắng của Hàn Quốc trước.
| Ngày                | Địa điểm | Đối thủ | Tỉ số | Kết quả | Giải đấu                                     |
| ------------------- | -------- | ------- | ----- | ------- | -------------------------------------------- |
| 18 tháng 2 năm 2004 | Suwon    | Liban   | 1 bàn | 2-0     | Vòng loại giải vô địch bóng đá thế giới 2006 |